# Rick Nelson
Eric Hilliard Nelson, conegut també com Ricky Nelson i més endavant, com Rick Nelson (Teaneck, Nova Jersey, 8 de maig de 1940 – 31 de desembre de 1985), va ser un actor, músic de rock and roll i cantant estatunidenc. Una figura influent entre els primers ídols del rock juvenil als Estats Units.

## Biografia
Va néixer a Teaneck, Nova Jersey, fou el fill més jove d'Ozzie Nelson, qui dirigia una big band, i Harriet Hilliard Nelson, la vocalista de la banda. Juntament amb el seu germà David Nelson, la família va ser el nucli del programa de ràdio i televisió conegut com "The Adventures of Ozzie & Harriet" des de 1944 fins al 1966 a la televisió, i fins al 1949 a la ràdio. En ocasions, els nens van ser reemplaçats per actors professionals durant aquest període radiofònic.

### Trajectòria musical i cinematogràfica
Ricky comença la seva carrera musical l'any 1957, on feia rock and roll. El seu debut, amb el senzill I'm Walkin' , va ser escrita per Fats Domino i llançada per Verve Records.
Va tenir un gran èxit, arribant fins a la quarta posició en les llistes musicals. El seu desig, era triomfar tal com ho va fer Elvis Presley.
Aviat, totes les cadenes de televisió acabarien amb una presentació de "Ricky".
Des del 1957 fins a 1962, Ricky va tenir, dins del top 40 de Billboard, 30 cançons. Superat només per Elvis Presley, va tenir més cançons dins aquest top que qualsevol altre artista contemporani, tenint en compte que, molts d'aquests no van arribar a tenir ni tan sols 10 hits. Diverses de les primeres cançons van ser dobles hits en el Billboard Hot 100 pel fet que el senzill tenia tant un costat A com B. (per a més informació vegeu canvis en les polítiques del Hot 100).
En 1959 apareix en Rio Bravo, on actua amb John Wayne i Dean Martin. Celebra el seus 18 anys durant la filmació de la pel·lícula a Tucson, Arizona.
En 1960 és el protagonista a El vaixell més boig de l'exèrcit (The wackiest ship in the army).
Posteriorment, es casa amb Kristin Harmon a 1963, i la revista Life ho categoritza com "Les noces de l'any".
Es evident que Ricky Nelson, fora dels aspectes promocionals de la seva carrera estimava la música i fou un gran cantant abans de convertir-se en un ídol juvenil. Es per això que fou escollit per a formar part del Saló de la Fama del Rock and roll en 1987, i a més per al Saló de la Fama del Rockabilly.
A diferència de moltes estrelles juvenils de la seva època, Nelson va mostrar la seva preferència per treballar amb reconeguts músics com James Burton, Joe Maphis i Johnny Burnette. Durant la fi dels anys cinquanta i començaments dels seixanta, va ser un dels artistes amb més vendes d'àlbums, superat només per Elvis Presley. Amb el seu senzill "Poor Little Fool", es va convertir en el primer artista en assolir el número 1 al Billboard Hot 100, el 8 d'abril de 1958. El 1963, va signar un contracte discogràfic de 20 anys amb Decca, però no va tenir grans èxits després del senzill "For You" el 1964, especialment amb l'arribada de la invasió britànica. Cap a mitjans dels anys 1960, va començar a explorar altres gèneres com la música country. Amb "Garden Party" el 1972, va assolir un èxit moderat.
També cal destacar la seva aparició en Love and kisses en 1965.

### Mort
Cap a finals dels anys 70, la vida de Ricky va experimentar un caos: la seva esposa, Kristin Harmon, es va divorciar d'ell, portant-se amb ella els seus quatre fills: Tracy Nelson, Matthew Nelson, Gunnar Nelson i Sam Nelson. La seva producció musical va disminuir, ja no gravava tantes cançons com abans. El 1985, va fer una gira de rock nostàlgica a Anglaterra, un dels seus majors èxits després d'una carrera artística en decadència. Va intentar fer la mateixa gira al sud dels Estats Units, i mentre es preparaven els últims detalls per a aquesta gira, va morir als 45 anys en un accident d'avió mentre viatjava cap a Dallas, Texas, per celebrar Cap d'Any el 31 de desembre de 1985. Curiosament, la darrera cançó que va interpretar Nelson abans de morir va ser "Rave On" de Buddy Holly, la mateixa cançó que aquest va interpretar com a última peça en la seva actuació, hores abans de morir en un accident aeri el 1959.
Les seves restes es troben al Forest Lawn Memorial Park, en Hollywood Hills.

## Discografia
| Año                                    | Álbum                                   | Máxima posición | Máxima posición | Máxima posición |
| Año                                    | Álbum                                   | US              | US Country      | CAN             |
| -------------------------------------- | --------------------------------------- | --------------- | --------------- | --------------- |
| 1957                                   | Ricky                                   | 1               | 1               | 1               |
| 1958                                   | Ricky Nelson                            | 1               | 2               | 1               |
| 1959                                   | Ricky Sings Again                       | 2               | 2               | 2               |
| 1959                                   | Songs By Ricky (Ricky Sings Spirituals) | 3               | 3               | 3               |
| 1960                                   | More Songs By Ricky                     | 3               | 3               | 3               |
| 1961                                   | Rick Is 21                              | 1               | 2               | 2               |
| 1961                                   | Album Seven By Rick                     | 2               | 2               | 3               |
| 1962                                   | Best Sellers By Rick Nelson             | 4               | 3               | 3               |
| 1962                                   | It's Up to You                          | 4               | 3               | 3               |
| 1962                                   | Million Sellers                         | 3               | 3               | 5               |
| 1962                                   | A Long Vacation                         | 2               | 2               | 2               |
| 1963                                   | Rick Nelson Sings For You               | 1               | 1               | 1               |
| 1963                                   | For Your Sweet Love                     | 2               | 3               | 2               |
| 1964                                   | Rick Nelson Sings "For You"             | 1               | 1               | 1               |
| 1964                                   | The Very Thought of You                 | 3               | 3               | 2               |
| 1965                                   | Spotlight on Rick                       | 3               | 3               | 3               |
| 1965                                   | Best Always                             | 4               | 4               | 3               |
| 1965                                   | Love and Kisses                         | 5               | 4               | 3               |
| 1966                                   | Bright Lights and Country Music         | 6               | 6               | 6               |
| 1966                                   | Country Fever                           | 5               | 5               | 3               |
| 1966                                   | On the Flip Side                        | 12              | 12              | 10              |
| 1967                                   | Another Side of Rick Nelson             | 8               | 9               | 10              |
| 1968                                   | Perspective                             | 6               | 9               | 8               |
| 1970                                   | In Concert                              | 10              | 10              | 10              |
| 1970                                   | Rick Sings Nelson                       | 19              | 10              | 15              |
| 1971                                   | Rudy The Fifth                          | 20              | 21              | 16              |
| 1972                                   | Garden Party                            | 32              | 26              | 39              |
| 1974                                   | Windfall                                | 19              | 19              | 19              |
| 1977                                   | Intakes                                 | —               | —               | —               |
| 1981                                   | Playing to Win                          | 153             | —               | —               |
| 1986                                   | The Memphis Sessions                    | —               | 62              | —               |
| 1989                                   | Lonesome Town                           | —               | —               | —               |
| 2006                                   | Greatest Hits                           | 56              | —               | —               |
| 2007                                   | Ricky Rocks                             | —               | —               | —               |
| "—" indica que no entró en los charts. |                                         |                 |                 |                 |